# Полесская сечь — Украинская повстанческая армия
«Поле́сская сечь» (укр. Поліська Січ), с декабря 1941 года — Украи́нская повста́нческая а́рмия, с июля 1943 года — Украи́нская национа́льно-революцио́нная а́рмия — вооружённая организация украинских националистов, созданная под руководством Тараса Боровца-«Бульбы», и существовавшая на территории Волыни и Полесья рейхскомиссариата Украина нацистской Германии, с августа 1941 до 1944 года.
Первоначально создавалась как организация украинской националистической милиции для борьбы с подразделениями НКВД. С весны 1942 года до лета 1943 года — наиболее известная на региональном уровне националистическая организация.

## История
Вскоре после начала военных действий между Германией и СССР Тарас Боровец изменил свой псевдоним с «Байды», которым он пользовался раньше, на «Бульбу» и, стремясь возродить Украинскую Народную Республику (1917—1920), приступил к активным действиям против СССР и его структур. К данному периоду относится занятие Боровцом с небольшим отрядом, вооружённым всего одним пистолетом, города Сарны, накануне наступления немцев. Позднее город был занят немцами. Стоит заметить, что в это время у Боровца ещё отсутствовала сильная боевая организация, из-за чего он начал искать союзников, которые бы поддержали его в стремлении возродить украинское государство. Первоначально он обратился с таким предложением к ОУН(б), но получил отказ. Однако после 5 июля это уже не имело серьёзного значения, так как на членов ОУН начались гонения, а значит, их реальная сила как союзников ощутимо снизилась. В такой ситуации единственным союзником, способным оказать помощь, оказались немецкие оккупационные силы.
В конце июня 1941 года Боровец издал приказ № 1, на основании которого начинают создаваться небольшие повстанческие отряды с целью проведения диверсий в тылу Красной армии (в частности, на данные отряды возлагалась обязанность не допускать мобилизации украинского населения в Красную армию). В начале июля немецкое командование назначило Боровца комендантом украинской полиции Сарненского района. Вскоре после этого он обратился к штабу 213-й пехотной дивизии вермахта с просьбой позволить ему сформировать вооружённый отряд в одну тысячу человек. 8 августа 1941 года просьба Боровца была удовлетворена, и он приступил к формированию подразделений, получивших название «Полесская сечь». Штаб нового формирования возглавил Пётр Дьяченко.
Основной проблемой при создании новых формирований стало отсутствие квалифицированных военных кадров. Для решения данной проблемы Боровец решил обратиться к ОУН(б), однако договорённости достигнуть не удалось. Вследствие этого была предпринята попытка получить военные кадры от мельниковцев, которые, желая усилить свои позиции в деле возрождения украинской державы, согласились выслать 10 квалифицированных офицеров и их помощников.
В это же время начальник штаба Полесской сечи Дьяченко решил покинуть свой пост. На освободившееся место был назначен полковник армии УНР Пётр Смородский, с которым практически сразу не поладил Боровец.
Тем временем «Полесская сечь» начала проводить операции по поиску и уничтожению бойцов РККА, которые скрывались в Полесье. Следует также заметить, что в данный период «Полесская сечь» часто проводила свои операции совместно с силами белорусской самообороны под командованием капитана Всеволода Родзько и поручика Михаила Витушко.
15 августа 1941 года отрядами «Полесской сечи» был без боя занят город Олевск (по другим данным, город был взят в результате продолжительных боёв только 20 или 21 августа). С занятием города совпало также завершение структурного формирования вооружённых отрядов «Полесской сечи», штаб которой разместился в занятом городе. Вскоре, при содействии начальника штаба полковника Петра Смородского, была создана первая политическая концепция «Полесской сечи» «За что борется УПА» (укр. За що бореться УПА), среди положений которой имелось много положений демократического характера (к примеру, там указывалась свобода мысли, слова, вера и др.).
Общая численность «Полесской сечи» на начало августа 1941 года не превышала 3000 человек, при этом сам Боровец оценивал её в 10 тысяч, что не подтверждают ни современные исследования, ни немецкие данные (согласно им, численность была от 2 до 3 тыс. человек).

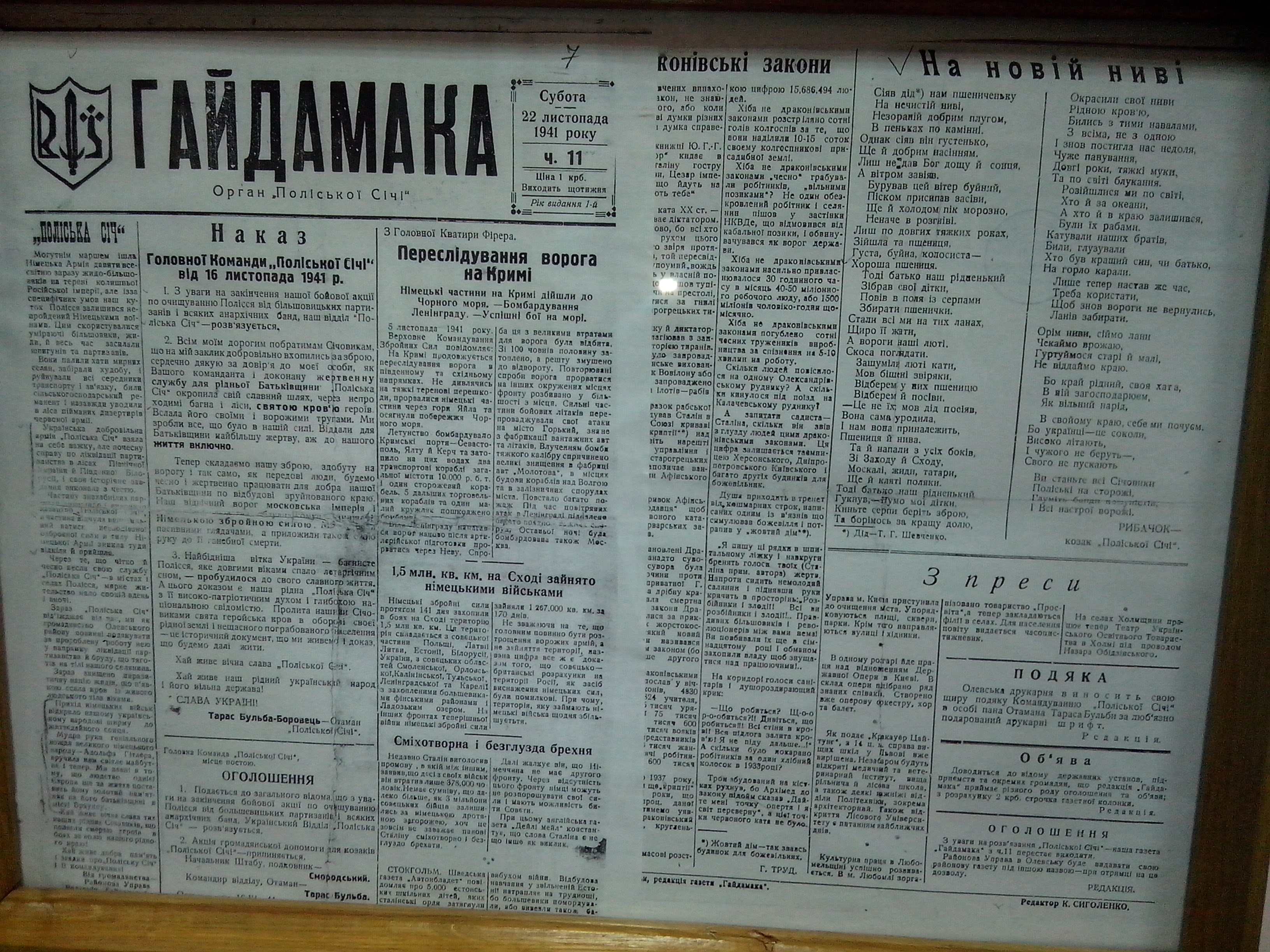

Основным печатным органом «Полесской сечи» была газета «Гайдамака», в которой печатались такие лозунги: «Своя державність. Збройна сила. Віра христова». Также там публиковались официальные приказы руководителей «Полесской сечи», в частности, согласно воспоминаниям А. П. Бринского, 19 августа 1941 года в газете был напечатан приказ о создании «сечи».
9 октября 1941 года на переговорах с немецкой администрацией Боровец потребовал признать «Полесскую сечь» как украинскую военную структуру, за что пообещал обеспечить охрану Полесья и очистить леса на Черниговщине от большевистских партизан. Однако его предложение не было принято. В это же время оккупационная администрация начала проводить курс на ликвидацию национальных военных формирований. Боровец, желая избежать осложнений с немецкой оккупационной властью, решил распустить «Полесскую сечь».
16 ноября 1941 года в Олевске произошёл формальный роспуск «Полесской сечи». Приехавшие в начале ноября представители немецкой администрации и гестапо, после того, как Боровец покинул город, собрали оружие у сечевиков и сложили его в коридоре местной казармы. После этой процедуры, сопровождавшейся изрядными ругательствами, сечевиков попросили той же ночью покинуть Олевск.
18 ноября 1941 года из Житомира прибыл гауптштурмфюрер СС Гичке с заданием уничтожить еврейское население Олевска до 19 ноября. Для осуществления этой цели он явился в штаб «Полесской сечи», где заставил находившегося там в тот момент сотника К. Сыголенко выделить двоих старшин и шестьдесят казаков для проведения массовых расстрелов. За возражениями К. Сыголенко о том, что отряд уже распущен и повелевать казаками он уже не может, последовали лишь угрозы жестокой карой для тех, кто посмеет ослушаться. Всего в тот день было расстреляно 535 евреев. Приезд лишь одного офицера (без зондеркоманды) свидетельствует о том, что немцы относились к «Полесской сечи» как к специальным полицейским отрядам, предназначенным для выполнения операций, похожих на описанную выше. Эти события заставили Боровца, который одним из последних указов был произведён в чин генерал-хорунжего, ускорить роспуск «Полесской сечи», что и было сделано в конце ноября 1941 года. Стоит отметить только тот факт, что на самом деле оружие сложила лишь половина от всех членов «Полесской сечи», остальные разошлись по домам с оружием.
Формально «Полесская сечь» была распущена, однако атаман с группой численностью около 30 человек ушёл в лес. Первоначально отряд базировался в лесах Березновского района Ровненской области, а позднее переместился в Костопольский район. В это время штаб остался без руководителя, так как Пётр Смородский покинул свой пост по состоянию здоровья. В это же время сотник В. Раевский, поручик Лев Ковальчук, сотник К. Сыголенко и хорунжий Граб Володик по приказу Боровца вступили в ряды вспомогательной полиции в Ровно и других городах для выполнения разведывательных поручений. В декабре 1941 года для поднятия значимости отряда название «Полесская сечь» было заменено на «Украинская повстанческая армия». Главной задачей Боровца было определено получение украинской государственности и защита украинцев от произвола оккупантов. До весны 1942 УПА-ПС активной деятельности не проводила. В основе отношения организации к нацистам и советским партизанам лежала т. н. игра в две руки: добиваться уступок от обеих сторон, пытаясь сохранять нейтралитет. Такая политика, по словам Тараса Боровца, требовалась для сохранения и накопления сил для предстоящей борьбы за независимость Украины.

### Возрождение «Полесской Сечи»
2 января 1942 года Боровец в Варшаве встретился с президентом УНР в изгнании Андреем Ливицким. Встреча не дала практических результатов, но поспособствовала повышению авторитета Т. Боровца и его армии среди сторонников, а также в его собственных глазах.
В феврале 1942 года Боровец предпринял ещё одну попытку договориться с немецкой оккупационной администрацией. Но ни на Волыни, ни в Подолье его предложения не были согласованы. Тогда Боровец направился в генерал-губернаторство, что, впрочем, тоже не принесло никаких результатов. Такое положение дел сохранялось до марта 1942 года, когда на территорию, где базировались отряды Боровца, начали надавливать нацисты, реквизируя продовольствие и угоняя население на работы в Германию. Группировка начала наполняться недовольными.
К этому времени была закончена реорганизация отрядов Боровца, а их общая численность за счёт добровольцев и, частично благодаря поражению немецких войск на восточном фронте, выросла до 700 человек. Был также сформирован новый штаб, который возглавил, вместо ушедшего Петра Смородского, Леонид Щербатюк («Зубатый»).

#### Противодействие немецкой оккупационной администрации
В апреле 1942 года Боровец отдал своим отрядам приказ перейти к боевым действия против немецких оккупационных сил. Отдавая такой приказ, Боровец желал показать нацистам силу своих формирований, что в дальнейшем могло бы быть использовано при проведении новых переговоров, а также стремясь защитить местное население от оккупантов, тем самым завоевав его поддержку и преданность.
В основном «Полесская сечь» проводила военные операции в окрестностях города Олевск в Восточном Полесье и в Людвипольском районе Ровенской области. Её отряды действовали в окрестностях Ровно, Костополь, Сарны и в лесных массивах вдоль реки Случь. Однако широкомасштабной антинемецкой деятельности они не вели. Нападения на немецкие объекты осуществлялись в основном с целью обеспечить себя продовольствием и обмундированием. Такая борьба с гитлеровцами длилась с апреля по сентябрь 1942. Самой серьёзной операцией против немцев был налет на железнодорожную станцию Шепетовка в августе 1942. В ходе налета бульбовцы захватили четыре эшелона с продовольствием и освободили из двух эшелонов население, угоняемое на работу в Германию. Шепетовская операция была названа в мемуарах Боровца «Шепетовская офензива». О похожей акции уже бандеровской УПА сообщается и в немецких отчётах с июня 1943 года. Речь идёт об «украинской банде», захватившей хорошо защищенные военные продовольственные склады в Шепетовке.
Однако подобные действия не наносили противнику значительного урона и давали надежду на достижение компромисса с ним в будущем. Любопытно, что в одном из писем Боровца немецкой администрации в конце 1942 года он подчеркнул, что по сей день «не пролил ни капли немецкой крови» и не позволит этому случиться, так как сам сражался вместе с немцами. Немцы предлагали прекратить противостояние, вывести отряды Полесской Сечи из подполья и сформировать на их основе полицейские части под немецким командованием.
15 августа Боровец пишет письмо Эриху Коху с целью объяснения позиций его формирования и условий, необходимых для избежания конфликтов между нацистами и его отрядами.
30 октября 1942 года Боровец встретился с шефом политического отдела СД Йоргенсом, который уже получил сведения о факте переговоров УПА-ПС с советскими партизанами. Боровцу было предложено при помощи со стороны полиции очистить леса от советских партизан.
23 ноября 1942 года в селе Москвин, на второй встрече Боровца и представителя штаба УПА-ПС полковника Петра Смородского с Йоргенсом и шефом полиции безопасности Волыни и Подолья доктором Питцем, немцы поблагодарили Боровца за помощь, оказанную им при взятии Олевска в 1941 году, предложили преобразовать УПА-ПС в полицию (с сохранением за командирами командных постов), а также ещё раз рекомендовали начать активные боевые действия против советских партизан.
В декабре 1942 года Боровец вёл переговоры с рейхскомиссаром Украины Эрихом Кохом о возможности создания «украинской армии».
После переговоров «бульбаши» выпустили листовку-разъяснение для населения Полесья, где было сказано: «немец — наш временный враг. Если его не озлоблять, то как он пришёл, так и уйдёт».
По поводу уже упомянутых переговоров 8 декабря 1942 года Боровец прислал письмо шефу полиции безопасности Волыни и Подолья доктору Питцу, в котором писал, что рассматривает Германию «как временного оккупанта, а не как врага» и что в отношении немцев он придерживается политики «не помогать, но и не вредить». 11 декабря 1942 года Питц отправил руководству письменный отчёт о содержании письма. В нём напоминалось, что директивы от 16.11.1942 по № 641 42 об ограничении арестов среди оуновцев и сторонников украинского националистического движения остаются в силе, но это нужно использовать для установления причастных к украинскому освободительному движению лиц и дальнейшей их активной разработки. Это источник свидетельствует, что немцы пытались вывести атамана и его людей из подполья, выявить его связи с советскими партизанами, превратить отряды бульбовцев в антипартизанскую силу в регионе. Постепенно переговоры зашли в тупик, а немецкие представители сделали следующий вывод: «Путём пропаганды среди населения нужно доказывать, что Боровец, как слепое орудие в руках анонимных подстрекателей, идёт по ложному пути».
В ночь со 2-го на 3-е декабря 1942-го бульбовцы, одетые в униформу советских партизан, атаковали городок Тучин и вывезли оттуда часть имущества и типографию.
Начало 1943 года ознаменовалось ещё более ожесточёнными противостояниями бульбовцев и советских партизан при одобрении немцев, приложивших усилия к тому, чтобы столкнуть их между собой лбами. 20 февраля 1943 года Боровец сделал громкое заявление: «УПА официально вступила в открытую борьбу на два фронта — против двух социализмов: германского и советского».
С этого времени бульбовцы вели бои с мелкими группами советских партизан на территории Белорусского Полесья и Ровенской области, а большие отряды они «пропускали» вперёд, чтобы с ними «воевали немецкие вооружённые и полицейские силы». Они рассчитывали столкнуть «два социализма» между собой.
В нацистской администрации рейхскомиссариата поняли, что с этого момента компромисс с бульбовцами практически полностью зашёл в тупик, и вместо того, чтобы сосредоточить все силы на фронте, им придётся бороться на оккупированной территории как с советскими партизанами, так и с национал-украинскими силами. В переписке немецких чиновников оба перечисленных формирования именовали одинаково — бандитами. А украинских националистов даже подозревали в сотрудничестве с Москвой, обращая внимание на успешность их антинемецкой пропаганды среди населения Полесья.
Испорченные отношения между бульбовцами и нацистами приходилось выяснять во время многочисленных переговоров между «Бульбой» и немецкими оккупационными чиновниками. Из сообщения начальника нацистской Полиции безопасности и СД об антинемецкой деятельности Т. Бульбы-Боровца и его отряда:

Кажется, подтверждается тесное сотрудничество банды Боровца с большевистскими бандами, а также поддержка большевиков оружием и боеприпасами. Говорят, Боровец даже получил приглашение в Москву, но функционеры Бандеры из его окружения воспрепятствовали осуществлению поездки. Со стороны большевиков Боровцу было сделано предложение принять на себя командование всеми большевистскими бандами на севере Украины. Он якобы отклонил это предложение и поставил условие, чтобы ему через Москву дали возможность связаться с Лондоном, дабы он мог получить там возможные гарантии самостоятельности Украины в случае победы Англии.

<…>

Борьба с бандой, как и в целом с организацией ОУН, в настоящее время ведётся самыми жёсткими средствами".

Конечно, ни о каком сотрудничестве между Москвой и националистами не могло быть и речи, советские архивные документы 1943 года гласят о непрекращающихся столкновениях бульбовцев и партизан на белорусском Полесье.
По сообщению УШПД №62 от 14 июля 1943 года, 8 июля 1943 года немецкие части атаковали бульбовцев в селе Степань (Ровенская обл.). В ходе завязавшегося боя, бульбовцы уничтожили 15 немецких солдат, после чего немцы всё же заняли село, взяли в плен и расстреляли 200 националистов из бульбовского отряда "Легенда", остатки которого ушли в лес.
В разведсводке УШПД № 68 от 31 июля указывалось, что бульбовцы убили районных хозяйственных руководителей («ландвиртов») Демидовского и Вербовского районов. В отместку за этот инцидент немцы полностью сожгли сёла Демидовку (85 км южнее г. Луцка) и Вербы (60 км юго-западнее г. Ровно), а также подвергли бомбардировкам сёла Уженец (42 км юго-западнее г. Ровно) и Малин (24 км юго-восточнее г. Луцка).
5-6 августа 1943 года в городе Сарны по данным советской разведки состоялось совместное совещание представителей германских властей и бульбовцев по вопросам совместных действий против партизан. На этом совещании националисты приняли на себя такие обязательства:
1. Охранять железные дороги от нападения партизан.
2. Возобновить борьбу с партизанскими отрядами.
3. Поддерживать и выполнять все мероприятия немцев.

В свою очередь националисты выставили такие требования:
1. Освобождение Степана Бандеры и других украинских националистических деятелей из концлагерей.
2. Вооружение националистов и впредь оказание им помощи вооружением и боеприпасами.
3. Гарантирование «Соборной Украины».

В середине августа делегация бульбовцев выезжала для переговоров в Берлин с германскими офицерами. В результате переговоров было достигнуто соглашение по всем вопросам.
Осенью 1943 года состоялись новые переговоры руководства УНРА с гитлеровским командованием, в соответствии с которыми на ст. Малынск и ст. Антоновка УНРА были тайно переданы четыре эшелона с оружием и боеприпасами. С санкции ровенского гебитскомиссара доктора Вернера Беера один из этих эшелонов был направлен под охраной всего 12 венгерских солдат, признанных неблагонадёжными, — в заранее известном месте «бульбаши» перебили охрану и завладели оружием, а немцы «подняли тревогу» лишь через несколько часов.

#### Полесская сечь и советские партизаны
С весны 1942 подразделения УПА стали активно воевать с советскими парашютистами, которые с лета 1942 начали организовывать новые крупные диверсионные группы. В основном это был командный состав и политруки, которые организовывали крупные партизанские отряды и создавали разведывательную сеть на территории Украины.
Осенью 1942 года Боровец проводил переговоры о совместной деятельности как с советскими партизанами, так и руководством СД и полиции безопасности округа Волынь-Подолье. Как с первыми, так и со вторыми ему удалось достичь формального компромисса.
16 сентября 1942 года в селе Бельчанки-Глушков состоялась первая встреча комиссара советского партизанского отряда «Победители» А. А. Лукина с лидером УПА-ПС Т. Боровцом-«Бульбой». Стороны договорились о нейтралитете, но перейти к активным боевым действиям против немцев Боровец отказался, сообщив, что ему необходимо «скоординировать свои действия с центром».
28 октября 1942 года состоялась вторая встреча А. А. Лукина с Т. Боровцом-«Бульбой», на которой присутствовали прибывший из Чехословакии редактор газеты «Самостійник» и «политический референт» из Берлина. В результате переговоров был установлен пароль для взаимной идентификации советских партизан и отрядов УПА-ПС.
3 декабря 1942 года разведка партизанского соединения А. Н. Сабурова установила наличие на территории Полесья (в Острожских, Шумских и Мизочских лесах) больших групп украинских националистов, командование которыми осуществляло лицо, законспирированное кличкой Тарас Бульба. В разведсводке УШПД от 5 декабря 1942 года отмечалось, что эти националисты нападают на мелкие группы советских партизан, разоружают их и избивают, против немцев «устраивают отдельные засады», а также распространяют среди населения листовки с призывом: «Бий кацапа-москаля, гони його звідциля, він тобi не потрібен!». В оперативной сводке УШПД № 44 отмечено, что украинские националисты из отрядов «армии Тараса Бульбы», действующие в Пинских лесах, стремятся разжечь среди населения Полесья вражду по отношению к русскому народу.
30 декабря 1942 года в сводке ЦШПД было отмечено, что в УПА-ПС направлены советские разведчики.
В ночь с 19 на 20 февраля 1943 года начались боевые действия УПА-ПС против советских партизан — на переправе у села Хотин около 30 «сечевиков» устроили засаду и атаковали разведывательную группу отряда Д. Н. Медведева (23 партизан, имевших на вооружении 2 ручных пулемёта и 21 автомат). Нападавшие были разгромлены, потеряв 10 чел. убитыми. Также были захвачены пленные, один ручной пулемёт, несколько автоматов и винтовок. После боя «медведевцы» прочесали село, были задержаны ещё несколько «сечевиков», а среди трофеев оказались винтовочные обрезы, топоры, вилы и даже сделанные из дерева макеты винтовок, окрашенные в тёмный цвет (с целью увеличить численность нападавших атаман «бульбовцев» мобилизовал местных жителей, однако настоящего оружия мобилизованным не предоставил).
Возможно, перемирие с советскими партизанами закончилось из-за того, что последние узнали о переговорах Боровца с немцами. По словам самого Боровца, 19 февраля 1943 года группа командиров и начальник штаба УПА Леонид Щербатюк-«Зубатый» попали в руки советских партизан и были расстреляны, а затем брошены в колодец, поскольку у них был неправильный пароль для прохода. Как потом оказалось, заподозрив о переговорах с немцами, комиссар отряда «Победители» полковник Лукин самостоятельно сменил пароли, не уведомив об этом Бульбу. Щербатюк выжил и рассказал о случившемся. После этого с 20 февраля 1943 г. «УПА официально вступила в открытую борьбу на два фронта — против двух социализмов: германского и советского».
Несколько позднее бульбовцы атаковали остановившийся на ночлег на одном из хуторов партизанский отряд из 60 бывших советских военнопленных под командованием Николая Носенко («дяди Юрко»), но потеряли около 15 чел. убитыми и отступили.
В Домбровицком районе была обнаружена «бульбовцами» и убита холодным оружием группа партизан Даулетканова из соединения А. П. Бринского, остановившаяся на ночлег в доме лесника. Впоследствии боевые столкновения советских партизан с УПА-ПС стали регулярными.
После того, как УПА-ПС начало боевые действия против советских партизан, некоторые «бульбовцы» решили перейти к советским партизанам. Так, в отряд Д. Н. Медведева вступили Борис Крутиков (ранее служивший в штабе Т. Боровца-«Бульбы» под кличкой «Знайда»), Валентин Шевченко, Наталья Богуславская, Андрей Величко.
В марте 1943 года в Городницком районе Житомирской области советские партизаны из соединения И. Я. Мельника атаковали украинско-немецкий полицейский гарнизон в селе Малая Глумча, во время этого боя «бульбовцы» оказали помощь гарнизону, атаковав советских партизан.
Помимо переговоров с командирами советских партизанских отрядов (кроме «медведевцев», посланцы из УПА-ПС прибыли к А. П. Бринскому и А. Н. Сабурову), Т. Бульба направил связного к командиру чехословацкого партизанского отряда Яну Налепке. После того, как Налепка приехал в штаб к Т. Бульбе, тот предложил, чтобы Налепка переходил к нему вместе с партизанским отрядом, на основе которого был бы впоследствии создан «антибольшевистский легион». Он также предложил, чтобы Налепка написал приказ о том, чтобы отряд прибыл в расположение штаба УПА-ПС. Налепка сумел отказаться от предложения, сообщив, что ему нужно обсудить информацию с соратниками, и в сопровождении эскорта из 9 «бульбовцев» был отправлен обратно. На обратном пути эскорт был разоружен партизанами.
Тем временем активность советских партизан в регионе увеличивалась, весной 1943 года в результате совместных действий советских украинских и белорусских партизан была создана «партизанская зона» («четырёхугольник») в районе Олевск — Овруч — Ельск.
15 марта 1943 года Бульба составил «План по борьбе с большевистскими партизанами, сконцентрированными в Полесской котловине в межах: Бересто — Минск — Гомель — Житомир», в пункте № 1 плана было указано, что «операцию проводят украинские партизаны в тихом сотрудничестве с немцами»; пункт 2 предусматривал помощь УПА-ПС со стороны немцев, в том числе оружием.
После того, как 22 марта 1943 года советские партизаны отряда им. Ворошилова (из соединения В. А. Бегмы) начали минирование и разрушение железной дороги на участке Дубровицы — Лунинец, отряд УПА-ПС из села Людин под командованием Антона Соловья начал охранять этот участок железной дороги. Местным жителям Соловей разъяснял: «Зачем портить дорогу? Пусть немцы идут на восток и разбивают большевиков» (командир отряда Максим Мисюра в одиночку пришёл на переговоры с «бульбовцами» в село Людин, но его попытались захватить. В итоге он разоружил и взял в плен трёх «бульбовцев», забрав у них немецкий автомат и две винтовки).

25 апреля из СД Боровцу приходит письмо, в котором предлагается вернуться на немецкую службу. Боровец не соглашается.
6 мая 1943 года в селе Гурна «бульбовцы» обстреляли разведку советского партизанского отряда.
Летом 1943 года советскими партизанами был создан крупный партизанский край на территории Ровенской области, который включал в себя Морочновский район, часть территории Высоцкого района, часть территории Рафаловского района, часть территории Владимирецкого района, часть территории Дубровицкого района, часть территории Клесовского района, часть территории Рокитновского района и часть территории Степанского района.
В разведсводке УШПД № 62 от 14 июля 1943 года отмечено: «среди рядового состава бульбовцев наблюдается высказывание в пользу советской власти. Некоторые из них заявляют „Скорее бы кончилась война, лучше пусть будет советская власть, чем будут править немцы“».
5 октября 1943 года Боровец отдал приказ № 105 «До командирів, козаків і всіх членів УНРА» о «переходе на новые формы борьбы» и расформировании УНРА. В течение осени 1943 года отряды УНРА прекратили существование.
В начале декабря 1943 года два советских партизанских отряда из соединения М. И. Наумова (Киевский отряд и отряд им. Микояна) разгромили крупный отряд «бульбовцев» в селе Быстричи Людвипольского района, превращенное ими в опорный пункт, откуда националисты совершали нападения на польское население. В результате операции партизаны заняли село Быстричи, село Ляцкая Воля и выбили «бульбовцев» из нескольких окрестных хуторов.
Также советские партизаны активизировали действия против командного состава УПА-ПС. Ими были ликвидированы несколько офицеров УПА-ПС, в том числе: начальник штаба УПА-ПС Владимир Комар, член штаба УПА-ПС Юрий Гамлий и бывший полковник армии УНР Петр Кухарчук, являвшийся военным советником Т. Боровца-«Бульбы». Остатки УНРА, базировавшиеся в лесах Сарненского, Костопольского и Олевского районов, в феврале 1944 были разбиты частями охраны тыла войск Первого Украинского фронта и органами НКВД УССР. Остальных участников УНРА (т. н. Северная Группа № 7) в количестве 28 человек были арестованы.
12 февраля 1944 года СНК УССР выпустил обращение «К участникам так называемых „УПА“ и „УНРА“», в котором объявлялось о амнистии участникам этих военизированных формирований, не участвовавших в совершении преступлений, сдавшим оружие и добровольно прекратившим участие в антисоветской деятельности.
9 марта 1944 года Ровенским обкомом было издано ещё одно обращение: «К женщинам, мужья и братья, отцы и сыновья которых являются участниками так называемых УПА и УНРА».

#### Полесская сечь и гражданское население
Известно, что в ряде случаев «бульбовцы» убивали местных жителей, которые оказывали помощь советским партизанам, а также их родственников:
- так, была убита семья партизанки Надежды Бекеш (мать и сестра с тремя детьми)[54];
- на Людинских хуторах был убит крестьянин, являвшийся связным партизанского отряда[54];
- была убита крестьянская семья (старик и три дочери) за то, что они работали связными партизанского отряда Корчева[16]

Были также атакованы сёла, жители которых оказывали помощь советским партизанам:
- так, в 1943 году «бульбовцы» атаковали и сожгли село Боров Ровенской области, жители которого оказывали поддержку советским партизанам и создали отряд самообороны из 30 чел.[61];
- весной 1943 года «бульбовцы» предприняли попытку атаковать село Гута-Степангородская Ровенской области с преимущественно польским населением, жители которого оказывали поддержку советским партизанам, создали в селе группу самообороны и оборудовали базу для подрывников из соединения В. А. Бегмы. Получив отпор со стороны группы самообороны и местного украинского советского партизанского отряда им. Дорошенко, «бульбовцы» захватили и сожгли польские хутора вокруг деревни, а также неоднократно устраивали засады на дорогах в её окрестностях[62].
- 13 июня 1943 года «бульбовцы» атаковали село Рафалувка Киверецкой гмины Луцкого повята (после того, как 5 мая 1943 года командир местного отряда самообороны Аполинарий Олива заключил договор о сотрудничестве с советскими партизанами), но их атака была отбита. После этого, 5 июля 1943 года они предприняли повторную атаку на село совместно с украинско-немецкой полицией. В результате село было сожжено, здесь погибли 4 партизана и 51 местный житель[63].

Кроме того, были атакованы сёла с польским населением:
- в селе Поросня Владимирецкого района «бульбовцы» убили 180 человек[16]
- в селе Гурля Людвипольского района «бульбовцы» связали две польские семьи, увели их в лес и там зарезали[55];
- 10 мая 1943 года на хуторе Берестовец «бульбовцы» зарезали 11 поляков[9][55]
- 21 мая 1943 года «бульбовцы» сожгли село Александровка и убили часть жителей села — поляков по национальности[9][55], а вслед за этим сожгли польские сёла Карачук (100 дворов), Катериновка (150 дворов), Янцека (100 дворов) и Софи (80 дворов)[55]
- в общей сложности, только на северо-востоке Ровенской области УНРА уничтожила 10 польских сёл[64]

### Отношения с ОУН
Руководству УПА удалось достичь взаимопонимания с Организацией украинских националистов (мельниковцев) и Фронтом украинской революции (вооружённым формированиям, действовавшим на Кременетчине и Дубенщине 1942-1943). Однако, учитывая неорганизованность, определённую анархичность бойцов УПА, большинство войсковых старшин с ОУН (м), побывав в отрядах Боровца, решили не участвовать в их деятельности.
С самого начала Боровец имел напряжённые отношения с бандеровским крылом ОУН, из-за её стремления объединить все повстанческие отряды под своим руководством.
22 февраля 1943 года в штаб УПА-ПС для переговоров об объединении прибыл эмиссар С. Бандеры Александр Бусел («Галина») с предложениями: изменить идеологию; признать «акт провозглашения независимости Украинской Державы» от 30.06.1941; ликвидировать ячейки всех партий, кроме ОУН(б); принять политических руководителей и сотрудников СБ ОУН(б); принять активное участие в полной ликвидации поляков и партизан в Полесье совместно с силами ОУН(б). Фактически, речь шла о поглощении УПА-ПС и переподчинении её отрядов. 22 мая 1943 года переговоры были прерваны.
В мае 1943 года вооружённые формирования ОУН(б) получают наименование «Украинская повстанческая армия», в результате до июля 1943 года две организации использовали одинаковое название.
Примерно в мае 1943 года руководством УПА ОУН(б) был издан приказ обезоружить бульбовцев, что вызвало с их стороны вооружённое сопротивление. Бульба не согласился сложить оружие, сопротивлялся и обратился к бандеровцам с воззванием объединиться для совместной борьбы за самостоятельную Украину. Он предлагал ОУН(б) создать военный политический совет для руководства вооружёнными силами, в состав которого должны были войти представители всех сторон.
С этого времени ОУН(б) начала действия по поглощению и переподчинению отрядов УПА-ПС, с июня 1943 года перешедшие в активную фазу.
20 июля 1943 года Т. Бульба отдал приказ № 81 о переименовании УПА-ПС в «Украинскую Национальную Революционную Армию».
В ночь с 18 на 19 августа 1943 года в Костопольском районе Ровенской области отряды УПА ОУН(б) окружили, атаковали и разгромили руководящий центр УНРА. В ходе боя сотня УПА под командованием «Дороша» окружила один из отрядов «бульбовцев» из 63 человек и разоружила их, после чего личному составу было предложено вступить в УПА. В общей сложности в плену оказались до 100 «бульбовцев» (в том числе несколько старшин и жена Т. Боровца-«Бульбы», Анна Боровец). Впоследствии Анна Боровец была передана в СБ ОУН и после длительных пыток убита.
Чтобы получить поддержку в противостоянии с бандеровцами и советскими партизанами, Тарас Боровец вышел из подполья и обратился к рейсхкомиссару Украины Эриху Коху с очередным предложением о сотрудничестве. 19 ноября 1943 он прибыл на переговоры в Ровно, 22 ноября его доставили в Варшаву, а 1 декабря 1943 арестовали и отправили в блок Целленбау в концентрационном лагере Заксенхаузен, в котором с января 1942 года сидел Степан Бандера.

### Дальнейшая судьба Тараса Боровца
В конце 1944 г. катастрофическое ухудшение военного положения Третьего Рейха заставило его руководство запоздало разыграть карту коллаборационизма среди народов СССР. В частности, было разрешено создание Украинского национального комитета (УНК, провозглашен 17 марта 1945 г. в Веймаре), объединившего представителей ОУН(с), правительства УНР в изгнании и гетманцев-монархистов. Председатель комитета генерал Павел Шандрук формировал части Украинской национальной армии (УНА) для участия в войне на стороне гитлеровцев. Освобождённый вместе с другими украинскими деятелями из концлагеря, Тарас Боровец активно включился в работу этих структур. Он согласился возглавить создававшуюся в УНА Парашютную бригаду — Группу «Б» (Fallschirmjagd-Brigade — Gruppe «B»), в которой удалось подготовить не более 400 бойцов. В последние месяцы существования гитлеровской Германии Боровец разрабатывал план заброски его людей на территорию Полесья, где они должны были объединиться с отрядами УНРА и вновь развернуть партизанскую борьбу. На самом деле последние группы «бульбовцев» в Украине были к тому времени уже абсорбированы или уничтожены бандеровской УПА, а «чужие парашютные подразделения» СБ-ОУН имела приказ «обезоруживать и уничтожать».

Бульба-Боровец интенсивно участвовал в общественной и публицистической деятельности УНК. Он резко критиковал генерала Андрея Власова, обвиняя его в «империалистических», «великорусских» наклонностях и призывая немцев не доверять ему.
Накануне капитуляции Третьего Рейха Группа «Б» Бульбы-Боровца размещалась в горах близ Йоганесберга. В конце апреля 1945 г. был получен приказ командующего УНА Шандрука прорываться на Запад, чтобы избежать советского плена. Разбив два своих батальона на небольшие группы, Бульба-Боровец приказал им двигаться в Баварию, где украинские парашютисты частично сдались американцам, частично — рассеялись среди местного населения.
Сам Тарас Боровец оказался в плену у Союзников. В апреле 1946 г. британские и американские военные следственные органы выдвинули против него обвинение в причастности к массовым убийствам евреев на оккупированных территориях. Бульба-Боровец категорически заявил о своей невиновности. В ходе процесса были допрошены более тысячи свидетелей, в том числе выжившие еврейские узники нацистских концлагерей, и в октябре состоялось вынесение вердикта. Бульба-Боровец был оправдан по всем пунктам. Вскоре после этого он сменил лагерь военнопленных на лагерь для перемещённых лиц, где активно сотрудничал с украинскими эмигрантскими организациями.

## Организационная структура
В основе подпольной организации УПА-ПС лежал принцип территориально-административного деления. Территория Полесья была разделена на 5 округов под управлением Головной Команды Полесской Сечи УПА.
Военизированные формирования также создавались по территориальному принципу (отряд формировался из жителей одного или нескольких сёл; «сотня» — из жителей одного района и т. д.).
Уже при создании первых подразделений УПА-ПС стал очевидным дефицит квалифицированных офицерских кадров, имевших опыт армейской службы и военную подготовку. В результате после переговоров с представителями ОУН-М в 1941 году из ОУН-М в состав УПА-ПС перешли ряд бывших офицеров армии УНР (в том числе Олег Жданович; бывший командир «чёрных запорожцев» Петлюры Пётр Дьяченко и полковник И. Трейко), а позднее — полковник Генштаба УНР Пётр Смородский.
В общении друг с другом участники УПА-ПС использовали не имена, а клички («Чага», «Вишня», «Мазепа» и др.).
Структура управления была крайне децентрализованной, в связи с чем оппоненты УПА-ПС (в том числе из числа сторонников ОУН — например, историк П. Мирчук) именовали её «атаманией».

### Численность
Советские партизаны, воевавшие на Западной Украине, оценивали численность бульбовцев на лето 1943 г. вплоть до 10 000 человек. Николай Лебедь, руководивший ОУН(б) до мая 1943 года, в написанной им после войны книге «УПА» оценивал численность отрядов Боровца в 150 человек. Немецкие военные оценивали УПА-ПС на момент переговоров с Бульбой (сентябрь 1943 г.) в 350 чел.

### Униформа и вооружение

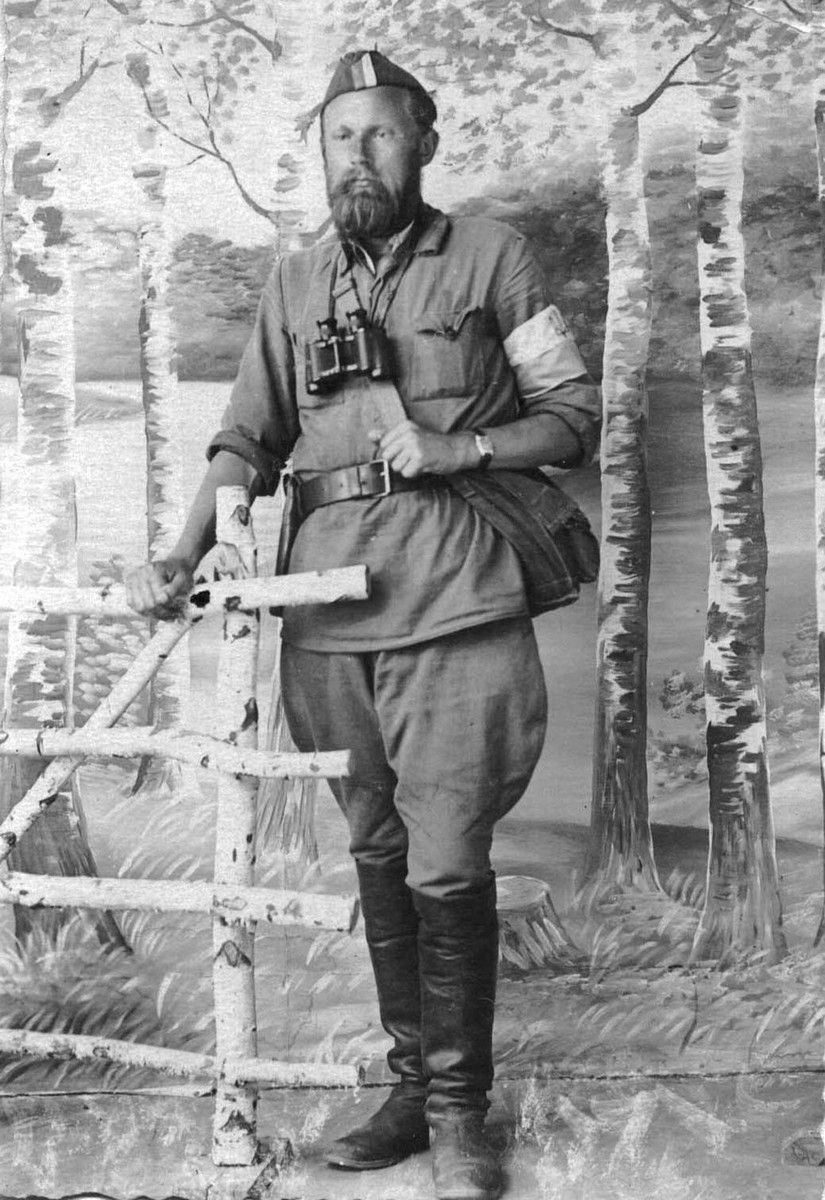
Т. Д. Боровец-«Бульба», 2 сентября 1941 года

В начальный период и в дальнейшем, в 1941—1942 годах, большинство участников УПА-ПС носило обыкновенную гражданскую одежду и внешне не отличалось от гражданского населения этих мест (в некоторых случаях гражданская одежда дополнялась элементами армейской униформы и военного снаряжения: например, армейским ремнём с подсумками для патронов или портупеей).
- так, советские военнослужащие 99-й стрелковой дивизии политрук Евгений Доценко и лейтенант Григорий Лерман, схваченные «бульбовцами» во время выхода из окружения в первые дни войны и впоследствии переданные немцам, упоминают, что все виденные ими националисты были одеты в обыкновенную гражданскую одежду, вооружены советскими и польскими винтовками, и только один имел жёлто-синюю повязку на рукаве[75].

Однако командный состав чаще носил военную или полувоенную форму:
- так, сам Т. Д. Боровец-«Бульба» уже в 1941 году носил сшитую для него военную форму с папахой[76].
- К. Сыголенко, приказом № 10 от 10 сентября 1941 года получивший звание сотника УПА-ПС, носил полувоенную форму и смушковую шапку с эмблемой — трезубом[77]

28 октября 1942 года, на второй встрече А. Лукина с Т. Боровцом-«Бульбой», сопровождавшие атамана рядовые «бульбовцы» были одеты «в подобие формы вроде немецкой — широкие брюки, спущенные на сапоги и пиджаки с отворотами».
Весной 1943 года разведкой советских партизан было установлено, что «бульбовцы» собирают у населения полотно, ремни и сумки, а также начали шить для себя обмундирование в селе Берестье.

### Печатные издания
Печатным изданием УПА-ПС являлась выходившая в Олевске газета «Гайдамак», редактором которой был сначала сотник К. Сыголенко, потом учитель пан Бобенко и Иван Митринга. Шефом пропаганды УНРА был пан Шаткивский.

## Песни
- «Лине пісня буревісна…» — народная боевая песня полесских повстанцев. С изменённым текстом была известна и в других украинских формированиях. Содержится в песеннике «За волю України», составленном Научно-культурным центром Волыни в 2007 году[78].
- «Очерет мені був за колиску» (автор Дмитрий Фальковский). Существует 2 варианта текста — первый более описательный, второй — агрессивно-боевой. Песня была очень популярна в рядах бульбовцев и нравилась их командиру Тарасу[79].

Обе песни известны и в наши дни. В частности, их исполнил в рамках альбома «УПА на Поліссі» певец националистических взглядов Володимир Пастушок.

## Комментарии
1. ↑  Существует мнение, что встречи Т. Боровца с Андреем Ливицким не было[26].
2. ↑  Во время пребывания Т. Боровца в Генерал-губернаторстве местный художник нарисовал с него портрет, фотографии которого распространялись среди населения[25].
3. ↑  От надежды достигнуть компромисса с немцами Т. Боровец-Бульба не откажется до конца войны[24].